# In papyro
in papyro: és una frase en llatí que es refereix a estudis portats a terme només sobre el paper. Per exemple, aquest terme pot ser aplicat a estudis epidemiològics que no impliquen subjectes clínics, com són les meta-anàlisis. In papyro en llatí correcte s'escriuria in papȳrō. In papyro és mútuament exclusiu de in vitro i in vivo, però entra en superposició amb in silico - això és, un estudi portat a terme fora de simulacions abstractes o d'ordinador també es poden considerar in papyro.